# Свитмэн, Харви
Ха́рви Не́льсон Свитмэн (англ. Harvey Nelson Sweetman; 1921—2015) — новозеландский военный лётчик ВВС Новой Зеландии и ВВС Великобритании, участник Второй мировой войны.

## Биография

### Молодые годы
Харви Свитмэн родился 10 октября 1921 года в Окленде, Новая Зеландия. Окончил среднюю школу района Матамата в Уаикато (теперь Матамата-колледж), где был чемпионом по плаванию и капитаном команды по крикету.

### Военная служба
В апреле 1940 года в возрасте 19 лет Харви вступил в ряды ВВС Новой Зеландии, и после прохождения обучения был направлен в Великобританию в звании сержанта-пилота новозеландских ВВС.
В феврале 1941 года Свитмэн получил назначение в 234-ю эскадрилью военно-воздушных сил Великобритании, где летал на «Supermarine Spitfire». В марте он был переведён во вновь сформированную 485-ю новозеландскую эскадрилью. 29 августа одержал свою первую победу на войне, сбив в небе над Бельгией «Messerschmitt Bf.109», а 18 сентября сбил ещё один такой-же истребитель.
12 февраля 1942 года Свитмэн принял участие в налёте на немецкие линкоры «Scharnhorst» и «Gneisenau» в рамках операции «Цербер» в проливе Ла-Манш, во время которого сбил один «Messerschmitt Bf.109». В марте Свитмэн в качестве командира звена «B» был переведён в 486-ю эскадрилью, укомплектованную самолётами «Hawker Hurricane MkIIB», совершавшими ночные боевые вылеты с военной базы «Уиттеринг». В ночь с 23 на 24 июля Свитмэн одержал свою первую победу в составе этого подразделения, вместе с истребителем «Bristol Beaufighter» ВВС Канады сбив немецкий «Dornier Do 217». За эту победу лондонские газеты окрестили его «Одиноким волком» (англ. Lone Wolf). 30 июля 1942 года началось переоснащение эскадрильи недавно выпущенными самолётами «Hawker Typhoon», после чего она была перебазирована на юг для участия в боевых вылетах через Ла-Манш.
9 апреля 1943 года Свитмэн сбил «Focke-Wulf Fw 190 Würger». Спустя неделю, во время очередного боевого вылета, его самолёт был сильно повреждён огнём зенитной артиллерии в Гавре, и он с трудом смог пересечь Ла-Манш и дотянуть до Англии, где совершил аварийную посадку на картофельном поле близ Селсей-Билла. 21 мая лейтенант Свитмэн был награждён Крестом «За выдающиеся заслуги». Он стал вторым летчиком эскадрильи, награждённым этой наградой (первым был командир эскадрильи Фрэнсис Мёрфи). Король Великобритании Георг V лично вручил ему награду в Букингемском дворце, а также подарил сигару марки «Pall Mall» без фильтра, которую Свитмэн просто положил в карман, так как не знал, что с ней сделать.

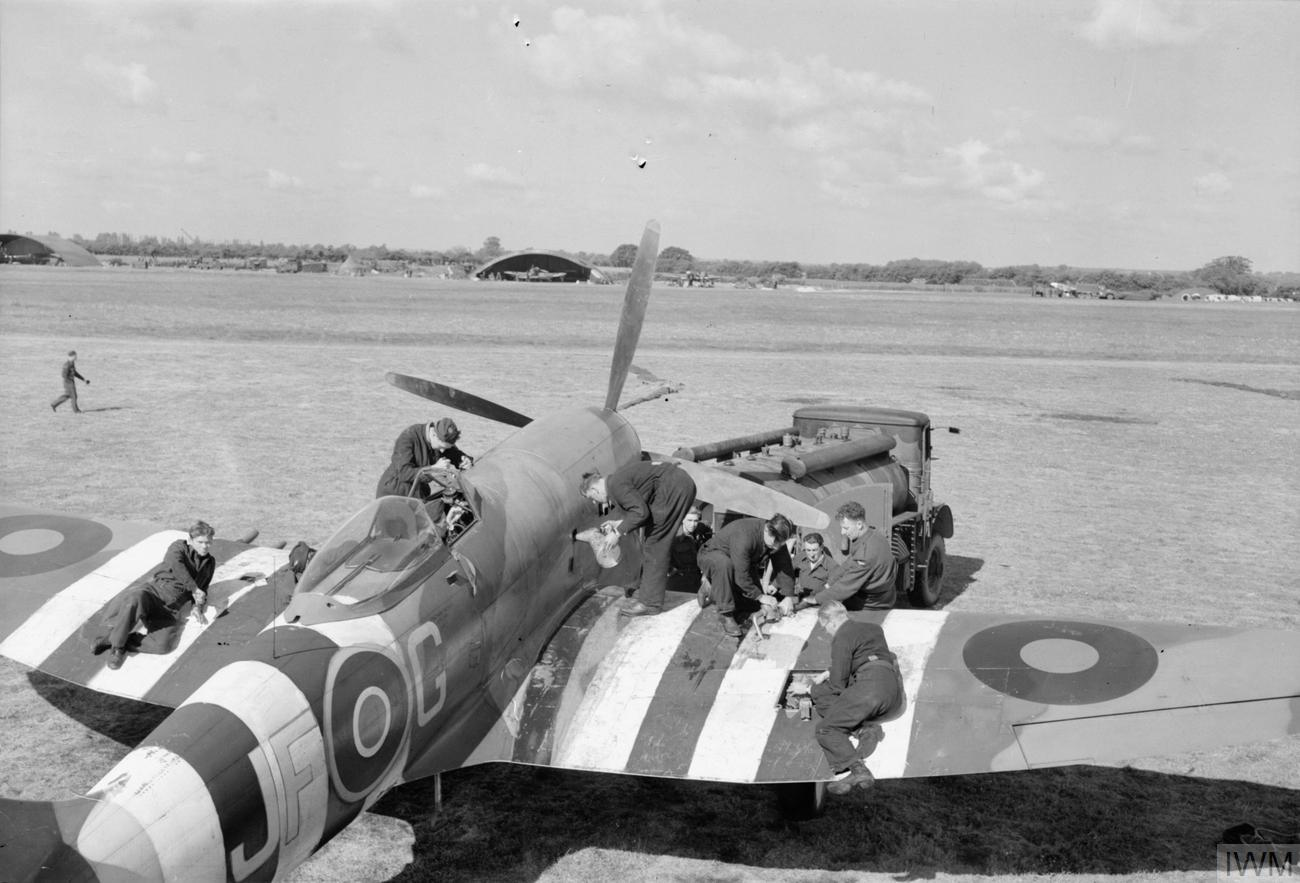
Самолёт «Hawker Tempest Mk V.» на аэродроме «Ньючёрч».

В июле 1943 года Свитмэн на время оставил службу в и до февраля 1944 года служил лётчиком-испытателем в «Hawker Aircraft». В феврале 1944 года он вернулся на прежнее место службы и был назначен командиром звена «A». В это время подразделение базировалось на аэродроме «Ньючёрч» у Эшфорда в графстве Кент и переоснащалось новыми самолётами «Hawker Tempest Mk V.». В середине 1944 года после серии боевых вылетов в Северную Францию, 486-й эскадрилье была поставлена задача защиты Лондона и юго-востока Англии от немецких крылатых ракет «Фау-1». За всё время службы Свитмэн лично сбил 11 ракет и одну в команде. Первая ракета была им сбита 16 июня у города Хит, в течение следующих трёх дней он сбил ещё две, а к середине июля его личный счет вырос до девяти. Десятая ракета, у которой Свитмэн отстрелил крылья, не взорвалась и долетела до Гастингса, над которым разрушилась в воздухе. Его 11-я и последняя ракета была сбита 9 августа. За свои заслуги он получил ещё одно прозвище — «Король гудящих бомб» (англ. Buzz Bomb King).
15 сентября 1944 года (в возрасте 22 лет) Свитмэн был назначен командиром 3-й эскадрильи ВВС Великобритании в составе 2-й тактической авиагруппы, которая базировалась в Гримбергене (Голландия). 26 ноября он уничтожил «Messerschmitt Me.262», пытавшийся взлететь с аэродрома Райне.
С января 1945 года Свитмэн снова служил летчиком-испытателем самолётов в «Hawker Aircraft», а позже в Училище лётчиков-испытателей.

### После войны
После окончания войны в 1946 году Свитмэн вернулся в Новую Зеландию и стал старшим инструктором по подготовке лётчиков в школе подготовки пилотов Новозеландских ВВС на базе «Охакеа».
В 2011 году к своему 90-летнему юбилею Харви остался одним из двух живых ветеранов 3-й эскадрильи вместе с Кейтом Тиле. Сам он скромно отзывался о своих подвигах, говоря, что просто остался в живых.

### Смерть и похороны
Харви Свитмэн скончался 15 января 2015 года в возрасте 93 лет в Окленде в присутствии членов его семьи. Прощание с ним прошло 21 января в Мемориальном парке Норт-Шор, после чего прошла кремация в частном порядке.

## Личная жизнь
Харви Свитмэн прожил 66 лет в браке с Элис Гвен Свитмэн. У них родилось пятеро сыновей: Дональд Рональд, Стивен Харви, Уильям Стюарт, Морис Джеральд и Иэн Джеффри. К концу жизни у Свитмэна было 16 внуков и 12 правнуков.